# فرانک اوتو
فرانک اوتو (آلمانی: Frank Otto؛ زادهٔ ۱۰ فوریهٔ ۱۹۵۹) بازیکن واترپلو اهل آلمان بود.